# British Women's Institute

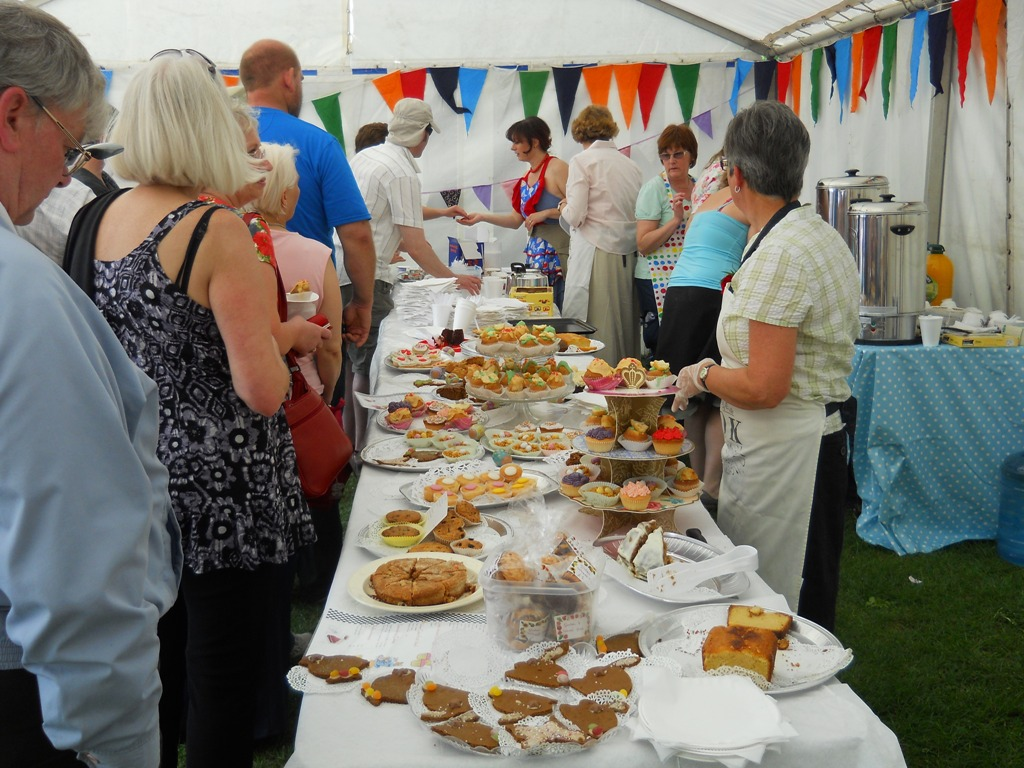
Célébration pour la fête de Saint-Georges dans un centre du Women's Institute à Rochester, Kent, en Angleterre.

Le British Women's Institute (L'Institut des femmes britanniques), souvent simplement WI (pour Women's Institute), est un organisme communautaire britannique pour les femmes. Il a été formé en 1915 avec deux objectifs clairs : revitaliser les communautés rurales et encourager les femmes à s'impliquer davantage dans la production alimentaire au cours de la Première Guerre mondiale. Depuis lors, les objectifs de l'organisation se sont élargis et le WI est maintenant la plus grande organisation volontaire des femmes au Royaume-Uni. 

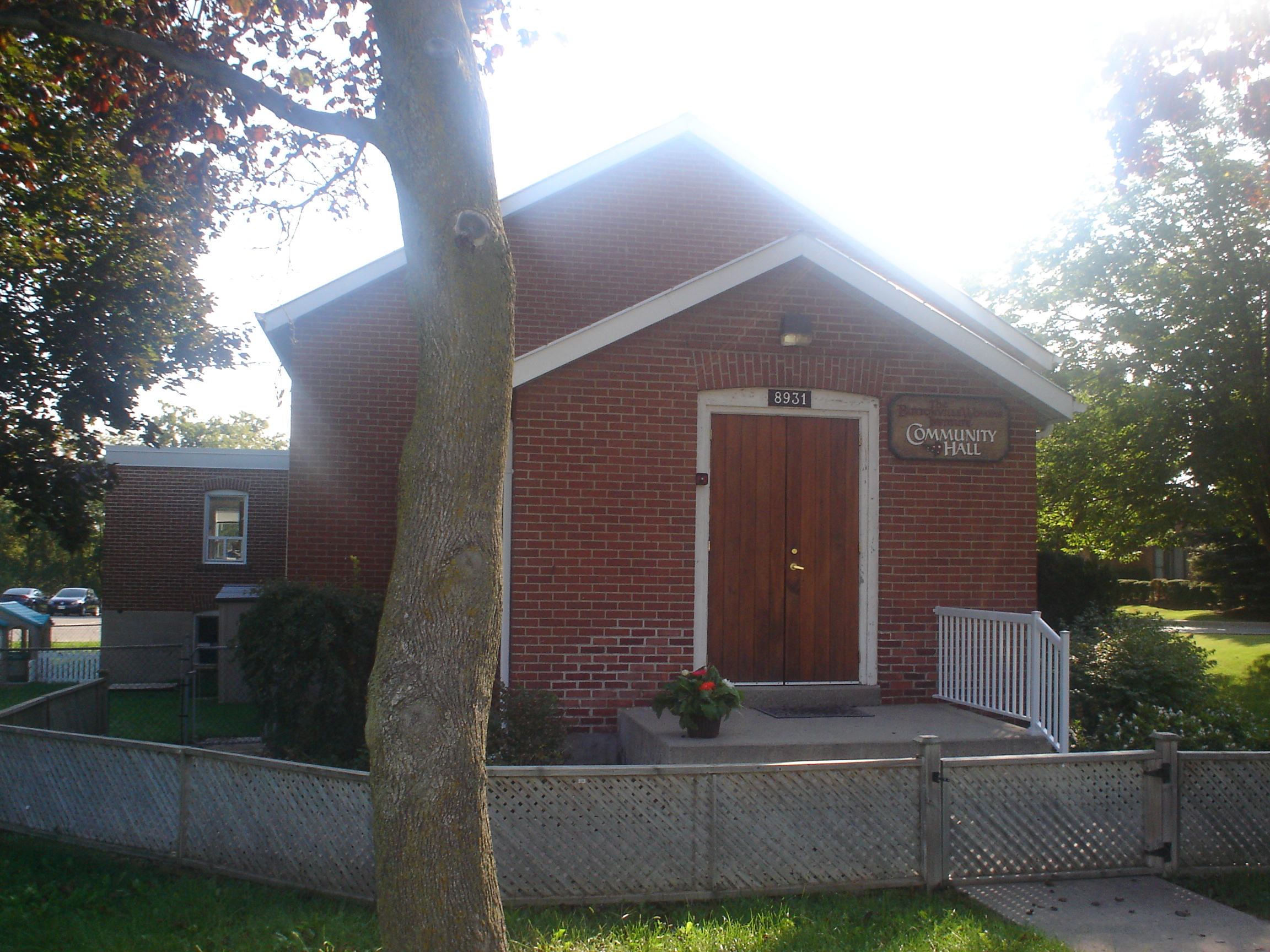
Centre communautaire à Markham (Ontario, Canada), qui servait comme lieu de rencontre du Women's Institute de la ville de 1940 à 1983. Cette section de la ville porte le nom de « Buttonville », comme le montre l’enseigne près de la porte.

Il existe des organismes de ce genre partout dans le monde du Commonwealth.